# Thyroptera lavali
Thyroptera lavali é uma espécie de morcego da família Thyropteridae. Pode ser encontrada no Peru e Equador.